# Lupstein
Lupstein là một xã trong tỉnh Bas-Rhin, thuộc vùng Grand Est của nước Pháp, có dân số là 754 người (thời điểm 1999).

## Thông tin nhân khẩu
| 1962 | 1968 | 1975 | 1982 | 1990 | 1999 |
| ---- | ---- | ---- | ---- | ---- | ---- |
| 558  | 558  | 546  | 579  | 693  | 754  |

## Nhân vật nổi tiếng
- Alois Kayser, nhà truyền đạo trong Nauru.